# Kurt Ebelhäuser
Kurt Ebelhäuser ist ein deutscher Gitarrist und Produzent aus Koblenz.

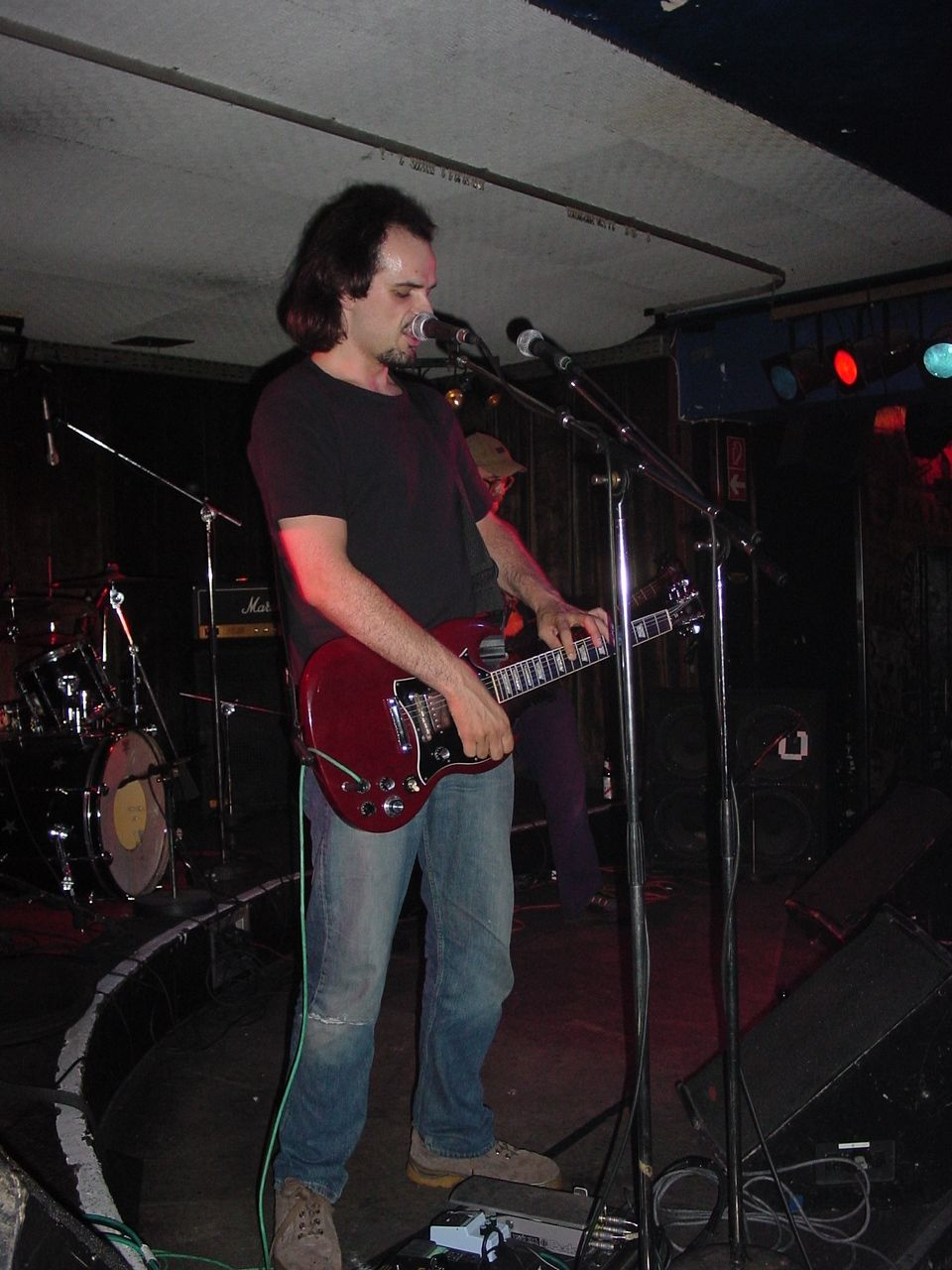
Kurt Ebelhäuser (2002)

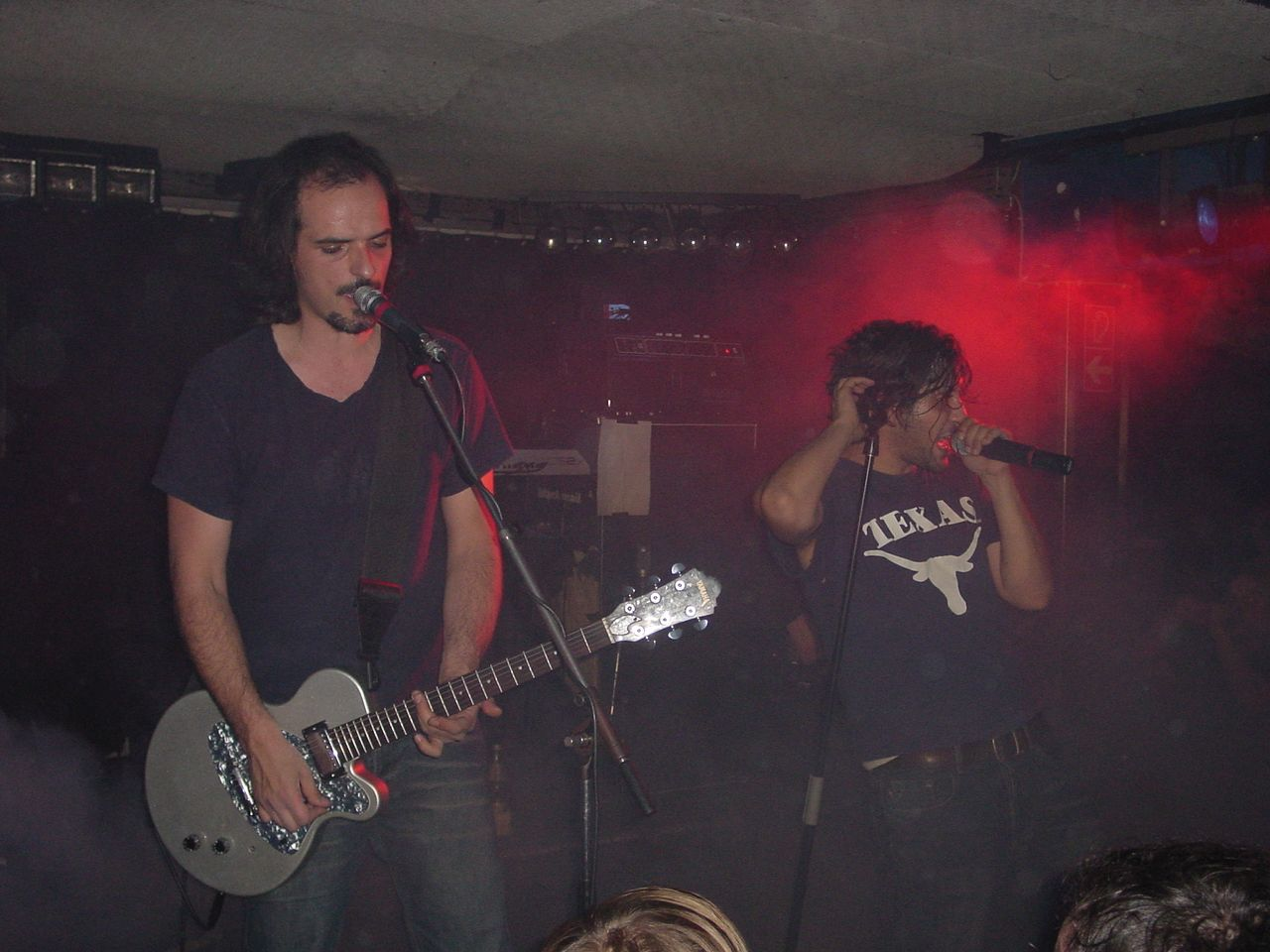
Kurt Ebelhäuser mit Blackmail (2003)

## Leben
1994 gründete Kurt Ebelhäuser zusammen mit seinem Bruder Carlos Ebelhäuser, Aydo Abay und Mario Matthias die Band Blackmail, bei der er als Gitarrist maßgeblich die Songs schreibt. 1996 begann er, regelmäßig mit Michael Fritsche zu jammen. Komplettiert durch Dylan Kennedy entstand Ebelhäusers zweite Band Scumbucket, bei der er, hier auch singend, ebenfalls als kreativer Kopf gilt.  Bei den Aufnahmen zum Ken-Debüt wirkte er eher zufällig mit, als er spontan ins Studio kam und dann auch ein wenig Gitarre einspielte. Auf der darauffolgenden Tour war er nicht mehr dabei.
Nachdem sich Blackmail Ende 2008 von Sänger Aydo Abay getrennt hatten, entdeckte Ebelhäuser dessen Nachfolger Mathias Reetz im Internet und überzeugte den Rest der Band davon, ihn als Sänger einzugliedern.
Ebelhäuser betreibt als Teilhaber gemeinsam mit seinem Bruder Carlos Ebelhäuser das Tonstudio 45 in Lahnstein südlich seiner Heimatstadt Koblenz und ist dort als Produzent tätig.

## Produzierte Bands
- Speedway 69 – Spam Dance (2006)
- Cuba Missouri – This Year’s Lucky Charms (2006)
- Harmful – Sis Masis (2005)
- Union Youth – The Royal Gene
- Earthbend – Young Man Afraid (2007)
- Donots – Coma Chameleon (2008)
- Earthbend – Harmonia (2008)
- What? – Whateverism EP (2009)
- encypher – The Inner Fear (2009)
- Jenson (2009)
- Dioramic (2009)
- Long Distance Calling – Avoid the Light (2009)
- STEREOGAIN – Surfaced EP (2010)
- The Bandgeek Mafia – No Disguise (2010)
- Mikrokosmos23 – Memorandum (2010)
- Pascow – Alles muss kaputt sein (2010)
- Futile – 7 Nightmares (2010)
- Escapado – Montgomery Mundtot (2010)
- Diego – Gold (2010)
- Cirque Royal – We come in peace (2010)
- Frau Potz – lehnt dankend ab (2012)
- Simplistic – Bradycardia (2012)
- Minitimer Katzenposter – Bilder in Beton (2012)
- Zen Zebra – Awaystation (2012)
- Adam Angst – Adam Angst (2015)
- Kefka Palazzo – Wer Du bist ist nicht genug (2015)
- Lowknox – Ringstraße (2017)
- Kaffkönig – Das große Kotzen (2017)
- Loikaemie – Menschen (2023)